# PowerDirector
 (août 2022).
Si vous disposez d'ouvrages ou d'articles de référence ou si vous connaissez des sites web de qualité traitant du thème abordé ici, merci de compléter l'article en donnant les références utiles à sa vérifiabilité et en les liant à la section « Notes et références ».
Chronologie des versions
20
CyberLink PowerDirector est une solution logicielle semi-professionnelle d’édition vidéo, conçu par la société taïwanaise CyberLink.
Le logiciel propose diverses fonctions d'édition photo et vidéo ainsi que de rendering et de publication.

## Fonctions
PowerDirector est un logiciel de montage vidéo utilisé par beaucoup de vidéastes. Le logiciel est disponible pour PC et pour Mobile.
Le logiciel est disponible gratuitement, mais certaines fonctionnalités sont limitées, et le rendu final affiche un filigrane. Pour pouvoir bénéficier de toutes fonctionnalités et profiter de l'absence de filigrane, il est nécessaire de payer (soit par licence à vie, soit par abonnement)

### Version PC
Cette branche est la plus ancienne des deux, et possède les fonctionnalités basiques d'un logiciel de montage (Timeline, Couper...), des fonctionnalités professionnelles y figurent aussi (ex : Fond Vert, Superpositions de plans...).

### Version Mobile
Le logiciel a été décliné en 2014 pour Android et iOS. Il intègre l'essentiel des fonctionnalités de la version PC.